# Калиниченко, Максим Сергеевич
Макси́м Серге́евич Калиниче́нко (укр. Максим Сергійович Калиниченко; род. 26 января 1979[…], Харьков) — украинский футболист и футбольный тренер. Выступал на позиции атакующего полузащитника, участник чемпионата мира 2006 года в составе национальной сборной Украины. Известен по выступлениям за московский «Спартак» и украинский «Днепр», является рекордсменом российского клуба по количеству сыгранных матчей среди футболистов не из СССР или России.

## Биография
С ранних лет начал увлекаться футболом. Отец Калиниченко был вратарем любительской команды Харькова, и Максим часто стоял за воротами во время игр и подавал мячи.
Позже стал учеником харьковского ДЮСШ № 7, а спустя пару лет он прошёл отбор в харьковский спортинтернат, куда его зачислили без отборочных конкурсов, разглядев его способности.

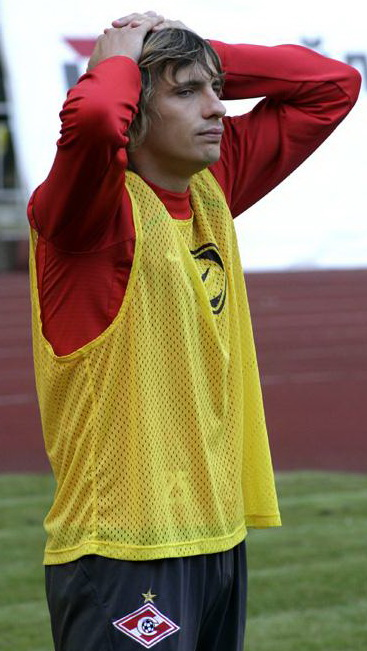
Калиниченко в составе московского «Спартака»

В 17 лет в Кривом Роге Калиниченко играл в финальной пульке чемпионата Украины среди юношей, где был замечен тренером днепропетровского «Днепра» Вячеславом Грозным. В «Днепре» в течение года сумел закрепиться в основном составе, а также дебютировать в юношеской сборной Украины (до 21 года). Но через некоторое время конфликт Вячеслава Грозного с руководством «Днепра» вынудил тренера покинуть команду. Грозный получил предложение о тренерской работе от московского «Спартака», а вместе с ним в столицу России перебрался и Калиниченко. Так в 21 год он стал полузащитником чемпионов России.
Калиниченко — один из двух, наряду с Егором Титовым, игроков «Спартака» состава 2000 года, оставшихся в команде после затяжного кризиса первой половины 2000-х годов (связанного с поздней деятельностью Олега Романцева и президентством Андрея Червиченко). В «Спартаке» 2005—2007 годов Калиниченко выходит на поле не так часто, как капитан Титов, однако регулярно отмечается голами со штрафных и удачной игрой после выхода на замену. В 2006 году забил за сборную Украины гол и организовал ещё 2 в ворота сборной Саудовской Аравии в финальном турнире чемпионата мира 2006 в Германии, после чего был признан лучшим игроком матча.
После крупного поражения (1:5) от своего принципиального соперника, ЦСКА, тренер московского «Спартака» Станислав Черчесов 13 июля 2008 года отправил в дубль Егора Титова, Максима Калиниченко, а также бразильского полузащитника Моцарта, по его собственному выражению, «…не потому что они играли хуже других, а потому что капитан и его заместители несут ответственность за то, чтобы во время игры командный дух находился на подобающей высоте».
Через неделю, 19 июля, «Спартак» отыграл вничью выездной поединок с московским «Локомотивом», а на послематчевой пресс-конференции Станислав Черчесов заявил: «Отсутствие Титова, Моцарта и Калиниченко не ощущалось». На следующей после матча с «Локомотивом» неделе Сантос Моцарт был возвращён в основной состав команды. Наконец, 29 июля Черчесов встретился с Титовым и Калиниченко в неформальной обстановке. В пресс-релизе ФК «Спартак», вышедшем по итогам встречи, приведены слова Черчесова: «Я сообщил игрокам о своём решении. Как главный тренер, отвечающий за результат, сказал Егору и Максиму, что не вижу им места в основном составе, а держать таких футболистов в запасе мы не имеем морального права. Титов и Калиниченко хотят играть дальше, поэтому, вероятно, будут подыскивать себе новые команды. Им нужна новая мотивация».

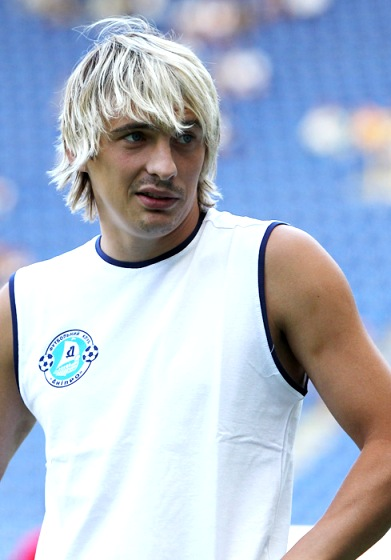
Калиниченко в составе «Днепра», 2010 год

После этого агент футболиста Герман Ткаченко занялся поисками нового клуба для своего клиента. 5 августа 2008 года Калиниченко подписал контракт по схеме «3+2» с днепропетровским «Днепром». 28 ноября 2009 года Максим Калиниченко забил гол полтавской «Ворскле» непосредственно с углового.
После возвращения из отпуска в начале 2011 года Калиниченко был переведён в дублирующий состав. Ему дали возможность искать себе следующий клуб. Калиниченко же решил остаться в «Днепре» до окончания контракта, который закончился с 1 июня 2011 года.
15 июня 2011 года подписал контракт с «Таврией» по схеме «2+1». 23 апреля 2014 года покинул «Таврию» в статусе свободного агента, в результате финансового кризиса в клубе. В ноябре того же года принял решение покинуть большой футбол.
С августа 2015 года — один из тренеров молодёжного состава харьковского «Металлиста». В октябре 2015 года получил тренерский диплом УЕФА категории «А»
В декабре 2017 года вошёл в тренерский штаб житомирского «Полесья» .
С 2019 года сотрудник тренерского штаба российского футбольного клуба «Родина», выступавшего в первенстве ПФЛ.
Зимой 2020 года вместе с тренерским штабом «Родины» перешёл в футбольный клуб «Рига».
12 сентября 2022 года возглавил эстонскую «Левадию», но спустя 10 дней покинул клуб по согласию сторон.

## Личная жизнь
Женат, супруга Татьяна. У них есть две дочери — Александра и Мария.

## Достижения

### Командные
«Спартак» (Москва)
- Чемпион России (2): 2000, 2001
- Обладатель Кубка России: 2003

Сборная Украины
- Четвертьфиналист чемпионата мира: 2006

### Личные
- Мастер спорта Украины международного класса
- В списках 33 лучших футболистов чемпионата России: № 3 — 2000

### Награды
- Кавалер ордена «За мужество» III степени (2006)[11].

## Статистика выступлений
| Клуб                 | Год     | Чемп. | Чемп. | Кубки | Кубки | Еврокубки | Еврокубки | Всего | Всего |
| Клуб                 | Год     | Игр   | Гол   | Игр   | Гол   | Игр       | Гол       | Игр   | Гол   |
| -------------------- | ------- | ----- | ----- | ----- | ----- | --------- | --------- | ----- | ----- |
| Днепр Днепропетровск | 1996/97 | 1     | 0     |       |       |           |           | 1     | 0     |
| Днепр Днепропетровск | 1997/98 | 12    | 1     |       |       |           |           | 13    | 2     |
| Днепр Днепропетровск | 1998/99 | 26    | 6     |       |       |           |           | 26    | 6     |
| Днепр Днепропетровск | 1999/00 | 6     | 0     |       |       |           |           | 6     | 0     |
| Спартак Москва       | 2000    | 17    | 4     | 1     | 0     | 6         | 0         | 24    | 4     |
| Спартак Москва       | 2001    | 9     | 2     | 1     | 0     | 3         | 0         | 13    | 2     |
| Спартак Москва       | 2002    | 11    | 1     | 2     | 2     | 6         | 0         | 19    | 3     |
| Спартак Москва       | 2003    | 27    | 2     | 5     | 1     | 4         | 2         | 36    | 5     |
| Спартак Москва       | 2004    | 13    | 2     | 1     | 1     | 7         | 0         | 21    | 3     |
| Спартак Москва       | 2005    | 18    | 4     | 1     | 1     | -         | -         | 19    | 5     |
| Спартак Москва       | 2006    | 15    | 3     | 7     | 0     | 6         | 2         | 28    | 5     |
| Спартак Москва       | 2007    | 22    | 3     | 6     | 0     | 6         | 1         | 34    | 4     |
| Спартак Москва       | 2008    | 2     | 1     | 0     | 0     | 0         | 0         | 2     | 1     |
| Днепр Днепропетровск | 2008/09 | 25    | 5     | 1     | 0     | 2         | 1         | 28    | 6     |
| Днепр Днепропетровск | 2009/10 | 29    | 8     | 2     | 0     | -         | -         | 31    | 8     |